# Œuvre d'expression originale française
Pour les articles homonymes, voir EOF.
Les œuvres d'expression originale française (EOF) sont, dans la politique culturelle française, une catégorie d'œuvres cinématographiques ou audiovisuelles à l'égard desquelles les chaînes de télévision ont un certain nombre d'obligations (quotas de diffusion, dépenses minimum en leur faveur) parce qu'elles utilisent la langue française (ou plus récemment, une langue régionale de France).

## Histoire
Les œuvres d'expression originale française sont définies en 1990 par un décret d'application de la loi no 86-1067 du 30 septembre 1986 relative à la liberté de communication. Ce décrit est dit « décret Tasca » du nom de Catherine Tasca, ministre déléguée chargée de la Communication auprès du ministre de la Culture et de la Communication du gouvernement Michel Rocard (2).
Les langues régionales sont ajoutées en 1992,.